# Герб Сакського району
Герб Сакського райо́ну — офіційний символ Сакського району Автономної Республіки Крим затверджений 7 листопада 2003 р. рішенням сесії районної ради. 

## Опис
Щит напіврозтятий і перетятий шипоподібно; на верхніх зеленому і червоному полях — 24-променеве золоте сонце, на нижньому синьому полі — золота мушля. Над щитом — назва району. Обабіч щита — золоті пшеничні колоски. На срібній стрічці — девіз «Разом ми — сила». 

## Джерело
- Рішенням сесії Сакської районної ради від 7 листопада 2003 р.